# EdrawMind
EdrawMind (エドラマインド) はWondershare社が開発・販売しているマインドマップツール。
インストール型のソフトウェア形式と、SaaS型のクラウド環境下で利用できるオンライン版2タイプを有する。
Windows・MacOS・Linux、iOS、Android、オンライン版を展開。

## 概要
マイクロソフトのオフィス製品同様Fluent UI Designを採用しており、Microsoft Wordなどのオフィス製品の利用経験があるユーザーであれば初回起動時であっても理解しやすいグラフィカルユーザインタフェース (GUI) を搭載している。
- マインドマップ作成機能
- インポート機能(MindManager、XMind、EdrawMax、FreeMind、Markdown、HTML、Microsoft Word)
- エクスポート機能(BMP、JPEG、PNG、TIFF、PDF、Word、PowerPoint、Excel、HTML、SVG、MindManager)
- 独自クラウド機能(クラウド容量が購入時に自動付与される。プラン・ライセンス別に付与容量が異なる。)
- ギャラリー機能(投稿型コミュニティ機能。他ユーザーが作成したマインドマップを閲覧・ダウンロード可能。自身での投稿も可能。)
- 印刷機能
- オプション機能

基本概要は上記構成となっている。

## 機能
マインドマップ描画を主力としているが、作成できるモードは大きく分類すると下記5つのモードを搭載。
- マインドマップモード
- ブレインストーミングモード
- アウトライナーモード
- プレゼンテーションモード
- ガントチャートモード

## バージョン
バージョン更新履歴 参照